# أنغ تونغ
أنغ تونغ (بالخميرية: រាមាធិបតីទី៥)‏ هو عاهل كمبودي، ولد في 1692، وتوفي في 1757 في بورسات ‏ في كمبوديا.